# Richard Strebinger
Richard Strebinger (Wiener Neustadt, Austria, 14 de febrero de 1993) es un futbolista austríaco que juega de portero en el Kapfenberger SV de la 2. Liga austriaca.

## Selección nacional
Ha sido internacional con las categorías inferiores y con la selección absoluta de Austria, produciéndose su debut con esta última en octubre de 2018 en un amistoso ante Dinamarca.

## Clubes
| Club                  | País     | Año       |
| --------------------- | -------- | --------- |
| Hertha de Berlín II   | Alemania | 2011-2012 |
| SV Werder Bremen      | Alemania | 2012-2015 |
| → SSV Jahn Regensburg | Alemania | 2015      |
| SK Rapid Viena        | Austria  | 2015-2022 |
| Legia de Varsovia     | Polonia  | 2022      |
| SV Ried               | Austria  | 2023      |
| Kapfenberger SV       | Austria  | 2023-     |